# 舞法天女
舞法天女，是上海禾浩文化制作拍摄的以音乐舞蹈为题材的少女魔幻剧集系列。

## 反响
电视剧播放后，因极具代表性的跳舞变身施法、主角日常的装扮和反派杀马特造型等走红网络。